# Nacionalni park Fruška gora
Nacionalni park Fruška gora se nalazi u Vojvodini u Srbiji, nedaleko od Novog Sada. Proglašen je 1960. godine. Najviši vrhovi su Crveni čot (539 m), Orlovac (512 m) i turistički centar Iriški venac (490 m). Pruža se duž desne obale Dunava, duga 80, a široka 15 km. Stvaranje planine počelo u mezozoiku, prije 90 milijuna godina; znanstvenici je nazivaju „ogledalo geološke prošlosti“; 164 životinjske fosilne vrste, procjenjuje se, stare su oko 123 milijuna godina. Bogata šumama hrasta, graba, bukve, lipe i drugog drveća; zaštićeno preko 50 biljnih vrsta. Mnoštvo divljači. Više arheoloških nalazišta (neolit, bakarno, brončano i rimsko doba); stari fruškogorski manastiti (ukupno 17), nastali od kraja 15. do 18. stoljeća, poznatih po specifičnoj arhitekturi, bogatim riznicama, bibliotekama i freskama. Središte uprave Nacionalnog parka je u Srijemskoj Kamenici.
Naziv nacionalnog parka potječe od naziva istoimene planine, a naziv Fruška gora u svom pridjevskom obliku nosi etnik "Frug" u značenju Franak, te na taj način ime ove planine čuva uspomenu na etničku zajednicu davno nestalu iz ovih krajeva.

## Zemljopis
Park čini usamljena otočna planina u Panonskoj nizini. Prema jugu i sjeveru Fruška gora je jako razuđena planinskim i riječnim tokovima, pri čemu se od glavnog uskog grebena pružaju pojedinačni, bočni grebeni, najčešće s vrlo strmim padinama.
Pašnjaci i plodno zemljište, vinogradi i voćnjaci, ukrašavaju padine i niže dijelove Fruške gore, dok su površine koje se nalaze visinama iznad 300 metara nadmorske visine pokrivene gustim, listopadnim šumama.

## Vanjske poveznice
- Nacionalni park Fruška Gora